# Statistiques et records de l'équipe d'Angleterre de football
Dans cette page sont les  Statistiques et records de l’équipe d'Angleterre de football.

## Carte des équipes rencontrées

Carte des équipes rencontrées par l'Angleterre.
Nombre de matchs disputés contre l'équipe d'Angleterre de football :
De un à cinq matchs
De cinq à dix matchs
De dix à vingt matchs
De vingt à 35 matchs
De 35 à 50 matchs
De 50 à 100 matchs
Au moins 100 matchs

## Statistiques et records de l'équipe
Le tableau suivant présente les résultats de l'équipe d'Angleterre (liste arrêtée en juin 2016).
| Adversaire           | J   | G   | N   | P   | Bp   | Bc  | Diff  | Premier match                            | Dernier match                                |
| -------------------- | --- | --- | --- | --- | ---- | --- | ----- | ---------------------------------------- | -------------------------------------------- |
| Afrique du Sud       | 2   | 2   | 0   | 0   | 4    | 2   | +2    | 24 mai 2007 (2-1) à Manchester           | 22 mai 2003 (2-1) à Durban                   |
| Albanie              | 4   | 4   | 0   | 0   | 12   | 1   | +11   | 8 mars 1989 (2-0) à Tirana               | 5 septembre 2001 (2-0) à Newcastle upon Tyne |
| Algérie              | 1   | 0   | 1   | 0   | 0    | 0   | 0     | 18 juin 2010 (0-0) au Cap                |                                              |
| Allemagne            | 30  | 13  | 5   | 12  | 51   | 41  | +10   | 10 mai 1930 (3-3) à Berlin               | 26 mars 2016 (3-2) à Berlin                  |
| Andorre              | 4   | 4   | 0   | 0   | 16   | 0   | +16   | 2 septembre 2006 (5-0) à Manchester      | 10 juin 2009 (6-0) à Londres                 |
| Arabie saoudite      | 2   | 0   | 2   | 0   | 1    | 1   | +0    | 16 novembre 1988 (1-1) à Riyad           | 23 mai 1998 (0-0) à Londres                  |
| Argentine            | 14  | 6   | 6   | 2   | 21   | 15  | +6    | 9 mai 1951 (2-1) à Londres               | 12 novembre 2005 (3-2) à Genève              |
| Australie            | 7   | 4   | 2   | 1   | 8    | 6   | +2    | 31 mai 1980 (2-1) à Sydney               | 27 mai 2016 (2-1) à Sunderland               |
| Autriche             | 18  | 10  | 4   | 4   | 58   | 27  | +31   | 6 juin 1908 (6-1) à Vienne               | 16 novembre 2007 (1-0) à Vienne              |
| Azerbaïdjan          | 2   | 2   | 0   | 0   | 3    | 0   | +3    | 13 octobre 2004 (1-0) à Bakou            | 3 mars 2005 (2-0) à Newcastle upon Tyne      |
| Belgique             | 21  | 15  | 5   | 1   | 70   | 25  | +45   | 21 mai 1921 (2-0) à Bruxelles            | 2 juin 2012 (1-0) à Londres                  |
| Biélorussie          | 2   | 2   | 0   | 0   | 6    | 1   | +5    | 15 octobre 2008 (3-1) à Minsk            | 14 octobre 2009 (3-0) à Londres              |
| Brésil               | 25  | 4   | 10  | 11  | 23   | 34  | -11   | 9 mai 1956 (4-2) à Londres               | 2 juin 2013 (2-2) à Rio de Janeiro           |
| Bulgarie             | 10  | 6   | 4   | 0   | 16   | 2   | +14   | 7 juin 1962 (0-0) à Rancagua             | 2 septembre 2011 (3-0) à Sofia               |
| Cameroun             | 4   | 3   | 1   | 0   | 9    | 4   | +5    | 1er juillet 1990 (2-2) à Naples          | 26 mai 2002 (2-2) à Kobé                     |
| Canada               | 1   | 1   | 0   | 0   | 1    | 0   | +1    | 24 mai 1986 (1-0) à Burnaby              |                                              |
| Chili                | 6   | 2   | 2   | 2   | 4    | 5   | -1    | 25 juin 1950 (2-0) à Rio de Janeiro      | 15 novembre 2013 (0-2) à Londres             |
| Chine                | 1   | 1   | 0   | 0   | 3    | 0   | +3    | 23 mai 1996 (3-0) à Pékin                |                                              |
| Chypre               | 2   | 2   | 0   | 0   | 6    | 0   | +6    | 16 avril 1975 (5-0) à Londres            | 11 mai 1975 (1-0) à Limassol                 |
| Colombie             | 5   | 3   | 2   | 0   | 10   | 3   | +7    | 20 mai 1970 (4-0) à Bogota               | 31 mai 2005 (3-2) à East Rutherford          |
| Corée du Sud         | 1   | 0   | 1   | 0   | 1    | 1   | +0    | 21 mai 2002 (1-1) à Seogwipo             |                                              |
| Costa Rica           | 1   | 0   | 1   | 0   | 0    | 0   | 0     | 24 juin 2014 (0-0) à Mineirão            |                                              |
| Croatie              | 7   | 4   | 1   | 2   | 18   | 10  | +8    | 24 avril 1996 (0-0) à Londres            | 9 septembre 2009 (5-1) à Londres             |
| Danemark             | 19  | 12  | 4   | 3   | 36   | 19  | +17   | 26 septembre 1948 (0-0) à Copenhague     | 5 mars 2014 (1-0) à Londres                  |
| Écosse               | 112 | 47  | 24  | 41  | 198  | 172 | +26   | 30 novembre 1872 (0-0) à Glasgow         | 18 novembre 2014 (3-1) à Glasgow             |
| Égypte               | 3   | 3   | 0   | 0   | 8    | 1   | +7    | 29 janvier 1986 (4-0) au Caire           | 3 mars 2010 (3-1) à Londres                  |
| Équateur             | 3   | 2   | 1   | 0   | 5    | 2   | +3    | 24 mai 1970 (2-0) à Quito                | 5 juin 2014 (2-2) à Miami                    |
| Espagne              | 24  | 12  | 3   | 9   | 39   | 26  | +13   | 15 mai 1929 (3-4) à Madrid               | 13 novembre 2015 (0-2) à Alicante            |
| Estonie              | 4   | 4   | 0   | 0   | 9    | 0   | +9    | 6 juin 2007 (3-0) à Tallinn              | 9 octobre 2015 (2-0) à Londres               |
| États-Unis           | 10  | 7   | 1   | 2   | 36   | 9   | +27   | 29 juin 1950 (0-1) à Belo Horizonte      | 12 juin 2010 (1-1) à Rustenburg              |
| Finlande             | 11  | 9   | 2   | 0   | 36   | 7   | +29   | 20 mai 1937 (8-0) à Helsinki             | 24 mars 2001 (2-1) à Liverpool               |
| France               | 30  | 17  | 5   | 8   | 69   | 36  | +33   | 10 mai 1923 (4-1) à Paris                | 17 novembre 2015 (2-0) à Londres             |
| Ghana                | 1   | 0   | 1   | 0   | 1    | 1   | 0     | 29 mars 2011 (1-1) à Londres             |                                              |
| Géorgie              | 2   | 2   | 0   | 0   | 4    | 0   | +4    | 9 novembre 1996 (2-0) à Tbilissi         | 30 avril 1997 (2-0) à Londres                |
| Grèce                | 9   | 7   | 2   | 0   | 23   | 3   | +20   | 21 avril 1971 (3-0) à Londres            | 16 août 2006 (4-0) à Manchester              |
| Honduras             | 1   | 0   | 1   | 0   | 0    | 0   | 0     | 7 juin 2014 (0-0) à Miami                |                                              |
| Hongrie              | 22  | 15  | 2   | 5   | 56   | 30  | +26   | 10 juin 1908 (7-0) à Budapest            | 18 août 2010 (2-1) à Londres                 |
| Irlande du Nord      | 45  | 33  | 9   | 3   | 119  | 39  | +80   | 28 septembre 1946 (7-2) à Belfast        | 7 septembre 2005 (0-1) à Belfast             |
| République d'Irlande | 16  | 5   | 9   | 2   | 20   | 14  | +6    | 30 septembre 1946 (1-0) à Dublin         | 7 juin 2015 (0-0) à Dublin                   |
| Islande              | 2   | 1   | 1   | 0   | 7    | 2   | +5    | 2 juin 1982 (1-1) à Reykjavik            | 27 juin 2016 (1-2) à Nice                    |
| Israël               | 4   | 2   | 2   | 0   | 5    | 1   | +4    | 26 février 1986 (2-1) à Tel-Aviv         | 8 septembre 2007 (3-0) à Londres             |
| Italie               | 26  | 8   | 8   | 10  | 32   | 30  | +2    | 13 mai 1933 (1-1) à Rome                 | 31 mars 2015 (1-1) à Turin                   |
| Jamaïque             | 1   | 1   | 0   | 0   | 6    | 0   | +6    | 3 juin 2006 (6-0) à Manchester           |                                              |
| Japon                | 3   | 2   | 1   | 0   | 5    | 3   | +2    | 2 juin 1995 (2-1) à Londres              | 30 mai 2010 (2-1) à Graz                     |
| Kazakhstan           | 2   | 2   | 0   | 0   | 9    | 1   | +8    | 11 octobre 2008 (5-1) à Londres          | 6 juin 2009 (4-0) à Almaty                   |
| Koweït               | 1   | 1   | 0   | 0   | 1    | 0   | +1    | 25 juin 1982 (1-0) à Bilbao              |                                              |
| Liechtenstein        | 2   | 2   | 0   | 0   | 4    | 0   | +4    | 29 mars 2003 (2-0) à Vaduz               | 10 septembre 2003 (2-0) à Manchester         |
| Lituanie             | 2   | 2   | 0   | 0   | 7    | 0   | +7    | 12 octobre 2015 (3-0) à Vilnius          |                                              |
| Luxembourg           | 9   | 9   | 0   | 0   | 47   | 3   | +44   | 21 mai 1927 (5-2) à Esch-sur-Alzette     | 4 septembre 1999 (6-0) à Londres             |
| Macédoine            | 4   | 2   | 2   | 0   | 5    | 3   | +2    | 16 octobre 2002 (2-2) à Southampton      | 7 octobre 2006 (0-0) à Manchester            |
| Malaisie             | 1   | 1   | 0   | 0   | 4    | 2   | +2    | 12 juin 1991 (4-2) à Kuala Lumpur        |                                              |
| Malte                | 3   | 3   | 0   | 0   | 8    | 1   | +7    | 3 février 1971 (1-0) à Gzira             | 3 juin 2000 (2-1) à Ta' Qali                 |
| Maroc                | 2   | 1   | 1   | 0   | 1    | 0   | +1    | 6 juin 1986 (0-0) à Monterrey            | 27 mai 1998 (1-0) à Casablanca               |
| Mexique              | 9   | 6   | 1   | 2   | 23   | 4   | +19   | 24 mai 1959 (1-2) à Mexico               | 24 mai 2010 (3-1) à Londres                  |
| Moldavie             | 4   | 4   | 0   | 0   | 16   | 0   | +16   | 1er septembre 1996 (3-0) à Kishinev      | 6 septembre 2013 (4-0) à Londres             |
| Monténégro           | 4   | 1   | 3   | 0   | 7    | 4   | +3    | 12 octobre 2010 (0-0) à Londres          | 11 octobre 2013 (4-1) à Londres              |
| Nigeria              | 2   | 1   | 1   | 0   | 1    | 0   | +1    | 16 novembre 1994 (1-0) à Londres         | 12 juin 2002 (0-0) à Osaka                   |
| Norvège              | 12  | 7   | 3   | 2   | 28   | 7   | +21   | 14 mai 1937 (6-0) à Oslo                 | 3 septembre 2014 (1-0) à Londres             |
| Nouvelle-Zélande     | 2   | 2   | 0   | 0   | 3    | 0   | +3    | 3 juin 1991 (1-0) à Auckland             | 8 juin 1991 (2-0) à Wellington               |
| Paraguay             | 3   | 3   | 0   | 0   | 8    | 0   | +8    | 18 juin 1986 (3-0) à Mexico              | 10 juin 2006 (1-0) à Francfort               |
| Pays-Bas             | 20  | 5   | 9   | 6   | 29   | 26  | +3    | 18 mai 1935 (1-0) à Amsterdam            | 29 mars 2016 (1-2) à Londres                 |
| Pays de Galles       | 101 | 66  | 21  | 14  | 245  | 90  | +155  | 18 janvier 1879 (2-1) à Londres          | 6 septembre 2011 (1-0) à Londres             |
| Pérou                | 3   | 2   | 0   | 1   | 8    | 4   | +4    | 17 mai 1959 (1-4) à Lima                 | 30 mai 2014 (3-0) à Londres                  |
| Pologne              | 19  | 11  | 7   | 1   | 30   | 11  | +19   | 5 janvier 1966 (1-1) à Liverpool         | 15 octobre 2013 (2-0) à Londres              |
| Portugal             | 23  | 10  | 10  | 3   | 46   | 25  | +21   | 25 mai 1947 (10-0) à Lisbonne            | 4 juin 2016 (1-0) à Londres                  |
| Tchéquie             | 2   | 1   | 1   | 0   | 4    | 2   | +2    | 18 novembre 1998 (2-0) à Londres         | 20 août 2008 (2-2) à Londres                 |
| Roumanie             | 11  | 2   | 6   | 3   | 10   | 10  | +0    | 24 mai 1939 (2-0) à Bucarest             | 20 juin 2000 (2-3) à Charleroi               |
| Russie               | 2   | 1   | 0   | 1   | 4    | 2   | +2    | 12 septembre 2007 (3-0) à Londres        | 17 octobre 2007 (1-2) à Moscou               |
| Saint-Marin          | 6   | 6   | 0   | 0   | 37   | 1   | +36   | 17 février 1993 (6-0) à Londres          | 5 septembre 2015 (6-0) à Serravalle          |
| Serbie-et-Monténégro | 1   | 1   | 0   | 0   | 2    | 1   | +1    | 3 juin 2003 (2-1) à Leicester            |                                              |
| Slovaquie            | 3   | 3   | 0   | 0   | 8    | 2   | +6    | 12 octobre 2002 (2-1) à Bratislava       | 28 mars 2009 (4-0) à Londres                 |
| Slovénie             | 4   | 4   | 0   | 0   | 9    | 4   | +5    | 5 septembre 2009 (2-1) à Londres         | 14 juin 2015 (3-2) à Ljubljana               |
| Suède                | 24  | 8   | 9   | 7   | 38   | 32  | +6    | 21 mai 1923 (4-2) à Stockholm            | 14 novembre 2012 (2-4) à Solna               |
| Suisse               | 24  | 16  | 5   | 3   | 56   | 19  | +37   | 20 mai 1933 (4-0) à Berne                | 8 septembre 2015 (2-0) à Londres             |
| Trinité-et-Tobago    | 2   | 2   | 0   | 0   | 5    | 0   | +5    | 15 juin 2006 (2-0) à Nuremberg           | 1er juin 2008 (3-0) à Port-d'Espagne         |
| Tunisie              | 2   | 1   | 1   | 0   | 3    | 1   | +2    | 2 juin 1990 (1-1) à Tunis                | 15 juin 1998 (2-0) à Marseille               |
| Turquie              | 11  | 9   | 2   | 0   | 33   | 1   | +32   | 14 novembre 1984 (8-0) à Istanbul        | 27 mai 2016 (2-1) à Manchester               |
| Ukraine              | 7   | 4   | 2   | 1   | 9    | 3   | +6    | 31 mai 2000 (2-0) à Londres              | 10 septembre 2013 (0-0) à Kiev               |
| Uruguay              | 11  | 3   | 3   | 5   | 11   | 15  | -4    | 31 mai 1953 (1-2) à Montevideo           | 19 juin 2014 (1-2) à São Paulo               |
| Bohême               | 1   | 1   | 0   | 0   | 4    | 0   | +4    | 13 juin 1908 (4-0) à Prague              | 13 juin 1908 (4-0) à Prague                  |
| Irlande              | 53  | 42  | 7   | 4   | 204  | 42  | +162  | 18 février 1882 (13-0) à Belfast         | 16 novembre 1938 (7-0) à Manchester          |
| R.D.A.               | 4   | 3   | 1   | 0   | 7    | 3   | +4    | 2 juin 1963 (2-1) à Leipzig              | 12 septembre 1984 (1-0) à Londres            |
| Tchécoslovaquie      | 12  | 7   | 3   | 2   | 25   | 15  | +10   | 16 mai 1934 (1-2) à Prague               | 25 mars 1992 (2-2) à Prague                  |
| URSS                 | 11  | 5   | 3   | 3   | 19   | 13  | +6    | 18 mai 1958 (1-1) à Moscou               | 21 mai 1991 (3-1) à Londres                  |
| CEI                  | 1   | 0   | 1   | 0   | 2    | 2   | +0    | 29 avril 1992 (2-2) à Moscou             | 29 avril 1992 (2-2) à Moscou                 |
| Yougoslavie          | 14  | 5   | 5   | 4   | 23   | 20  | +3    | 18 mai 1939 (1-2) à Belgrade             | 13 décembre 1989 (2-1) à Londres             |
| Sélection européenne | 1   | 1   | 0   | 0   | 3    | 0   | +3    | 26 octobre 1938 (3-0) à Londres          | 26 octobre 1938 (3-0) à Londres              |
| Sélection mondiale   | 2   | 1   | 1   | 0   | 6    | 5   | +1    | 21 octobre 1953 (4-4) à Londres          | 23 octobre 1963 (2-1) à Londres              |
| Total                | 954 | 543 | 231 | 180 | 2104 | 945 | +1168 | Écosse, 30 novembre 1872 (0-0) à Glasgow | Portugal, 4 juin 2016 (1-0) à Londres        |

### Plus large victoire
L'équipe d'Angleterre connaît sa plus large victoire à domicile lors d'un match qui se termine sur le score de 13-2 contre l'Irlande le 18 février 1899 lors d'un match comptant pour le British Home Championship, à l'extérieur, sa meilleure performance est une victoire 0-13, le 18 février 1882, à Belfast, en match amical contre l'Irlande, il s'agissait alors de la première confrontation entre ces deux nations.
En match compétitif, ce qui exclut les matchs amicaux, la meilleure performance de l'équipe d'Angleterre à l'extérieur est une victoire 1-9, à Belfast, toujours contre l'Irlande, le 15 mars 1890 et sur le même score à Cardiff, contre le Pays de Galles, le 16 mars 1896 lors de deux matchs du British Home Championship.

### Plus large défaite
L'équipe d'Angleterre connaît sa plus large défaite sur le score de 7-1, le 23 mai 1954, à Budapest, contre la Hongrie, à domicile sa pire défaite a lieu le 12 mars 1881 lors d'un match qui se termine sur le score de 1-6 contre l'Écosse.
En dehors de ces matchs amicaux, la pire défaite de l'équipe d'Angleterre est à domicile un match perdu 1-5, le 31 mars 1928 contre l'Écosse lors du British Home Championship, à l'extérieur la défaite la plus lourde est une défaite 5-2, à Paris contre la France, le 27 février 1963, pour le premier match d'Alf Ramsey à la tête de l'équipe, lors des éliminatoires du championnat d'Europe 1964.

## Joueurs
Dernière mise à jour le 11 juin 2021

### Joueurs les plus capés

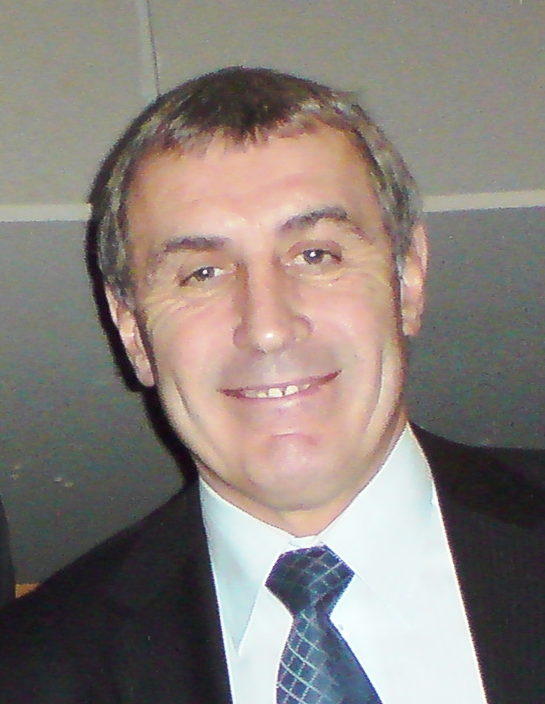
Peter Shilton, recordman du nombre de sélections

| #  | Nom            | Période d'activité | Nombre de sélections | Buts marqués | Moyenne de buts marqués par match |
| -- | -------------- | ------------------ | -------------------- | ------------ | --------------------------------- |
| 1  | Peter Shilton  | 1970–1990          | 125                  | 0            | 0                                 |
| 2  | Wayne Rooney   | 2003-2018          | 120                  | 53           | 0,44                              |
| 3  | David Beckham  | 1996-2009          | 115                  | 17           | 0,15                              |
| 4  | Steven Gerrard | 2000-2014          | 114                  | 21           | 0.18                              |
| 5  | Bobby Moore    | 1962-1973          | 108                  | 2            | 0,02                              |
| 6  | Ashley Cole    | 2001-2014          | 107                  | 0            | 0                                 |
| 7  | Bobby Charlton | 1958–1970          | 106                  | 49           | 0,46                              |
| .8 | Frank Lampard  | 1999-2014          | 106                  | 29           | 0,27                              |
| 9  | Billy Wright   | 1946–1959          | 105                  | 3            | 0,03                              |
| 10 | Bryan Robson   | 1980–1991          | 90                   | 26           | 0,29                              |

### Meilleurs buteurs

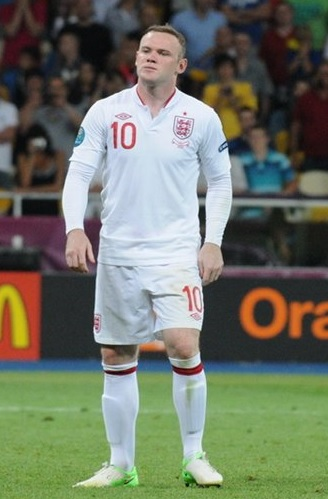
Wayne Rooney, meilleur buteur de l'équipe nationale jusqu'en 2023

| #  | Nom                  | Période d'activité | Nombre de sélections | Buts marqués | Moyenne de buts marqués par match |
| -- | -------------------- | ------------------ | -------------------- | ------------ | --------------------------------- |
| 1  | Harry Kane           | 2015-              | 83                   | 56           | 0.674                             |
| 2  | Wayne Rooney         | 2003-2018          | 120                  | 53           | 0,44                              |
| 3  | Bobby Charlton       | 1958-1970          | 106                  | 49           | 0.46                              |
| 4  | Gary Lineker         | 1984-1992          | 80                   | 48           | 0.60                              |
| 5  | Jimmy Greaves        | 1959-1967          | 57                   | 44           | 0.77                              |
| 6  | Michael Owen         | 1998-2008          | 89                   | 40           | 0.45                              |
| 7  | Nat Lofthouse        | 1950–1958          | 33                   | 30           | 0.91                              |
| 8  | Alan Shearer         | 1992–2000          | 63                   | 30           | 0.48                              |
| 9  | Tom Finney           | 1946–1958          | 76                   | 30           | 0,39                              |
| 10 | Frank Lampard        | 1999-2014          | 106                  | 29           | 0,27                              |
| 11 | Vivian John Woodward | 1903–1911          | 23                   | 28           | 1,26                              |
| 12 | Steve Bloomer        | 1895-1907          | 23                   | 28           | 1,26                              |

## Les sélectionneurs